# Pazardzhik (província)
Pazardzhik ou Pazardžik (búlgaro: Пазарджик) é um distrito da Bulgária. Sua capital é a cidade de Pazardzhik.

## Municípios
| Nome          | População (censo 2001) |
| ------------- | ---------------------- |
| Batak         | 7.189                  |
| Belovo        | 11.069                 |
| Bratsigovo    | 11.596                 |
| Velingrad     | 42.722                 |
| Lesichovo     | 6.633                  |
| Pazardzhik    | 127.918                |
| Panagyurishte | 29.818                 |
| Peshtera      | 22.037                 |
| Rakitovo      | 15.868                 |
| Septemvri     | 29.872                 |
| Strelcha      | 6.019                  |